# Dasyatis sabina
Dasyatis sabina är en rockeart som först beskrevs av Charles Alexandre Lesueur 1824.  Dasyatis sabina ingår i släktet Dasyatis och familjen spjutrockor. IUCN kategoriserar arten globalt som livskraftig. Inga underarter finns listade i Catalogue of Life.